# Megachile benigna
Megachile benigna är en biart som beskrevs av Mitchell 1930. Megachile benigna ingår i släktet tapetserarbin, och familjen buksamlarbin. Inga underarter finns listade i Catalogue of Life.